# Lerinnes
Lerinnes est un hameau de la commune belge de Walhain située en Région wallonne dans la province du Brabant wallon.
Avant la fusion des communes de 1977, Lerinnes faisait partie de la commune de Tourinnes-Saint-Lambert.

## Situation et description
Le hameau se situe entre le village de Sart-lez-Walhain situé au sud et le hameau d'Aurimont au nord. Ces trois localités forment une agglomération commune. Walhain se trouve à environ 2,5 kilomètres au sud-ouest.
Dans un environnement de prairies et de champs cultivés, ce hameau de la Hesbaye brabançonne compte plusieurs anciennes grosses fermes avec cour intérieure souvent érigées au cours du XIXe siècle parmi lesquelles la ferme des Sausailles au centre du hameau, la ferme du Pré des Basses située à l'ouest et la ferme Saint-Pierre implantée à l'est.

## Ferme de l'Abbaye de Lerinnes

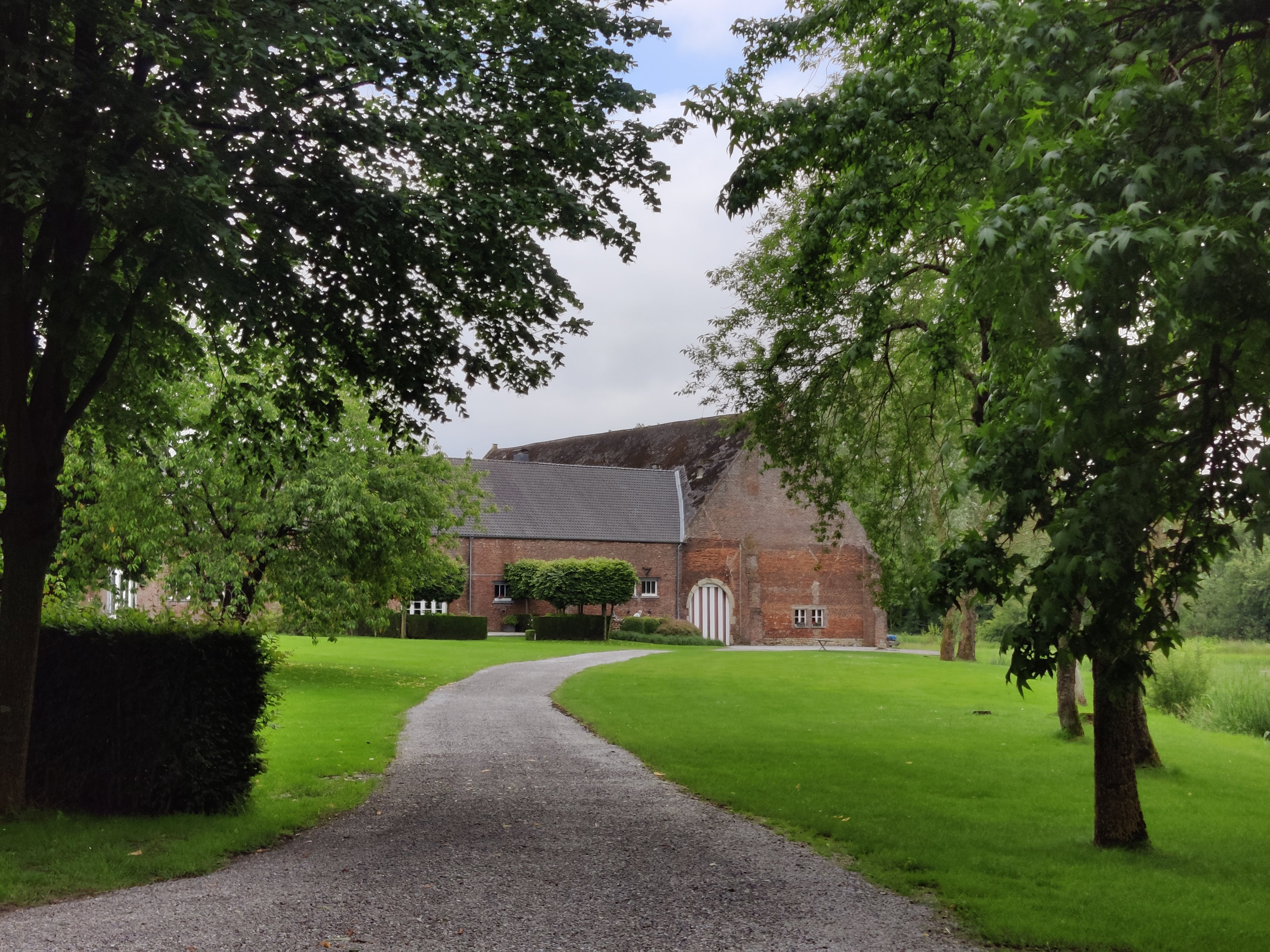
Entrée de l'Abbaye de Lerinnes

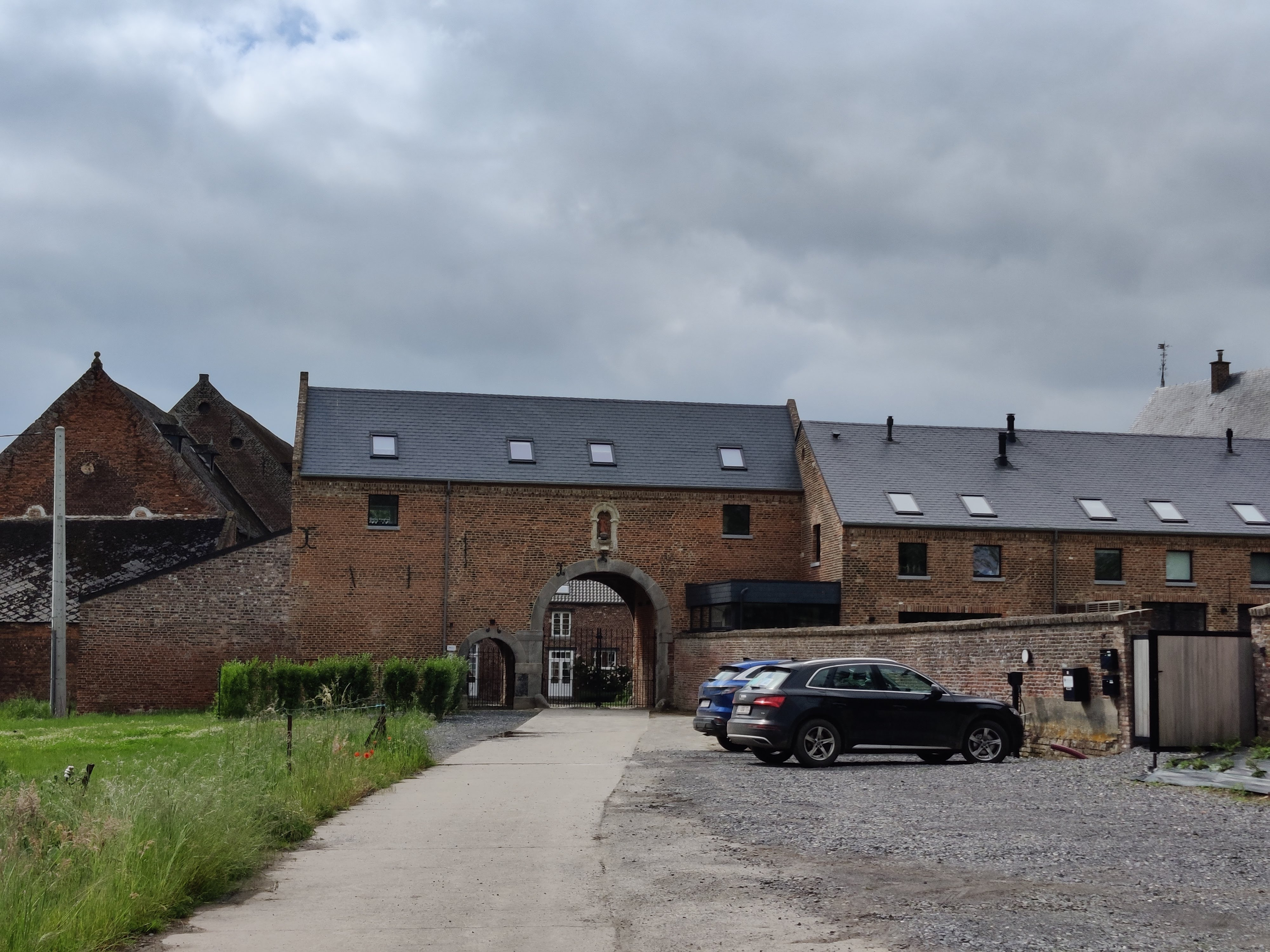
Porche arrière de l'Abbaye de Lerinnes

La ferme de l'Abbaye de Lerinnes est l'ancienne ferme de l'Abbaye de Lerinnes fondée en 1218 par Gilles de Lerinnes. Il s’agit du seul témoignage significatif de l'Ordre des Trinitaires en Belgique. En 1787, les bâtiments conventuels furent démantelés car considérés comme inutiles, sous les ordres de Joseph II, à l’exception de l’exploitation agricole.